# Cucha

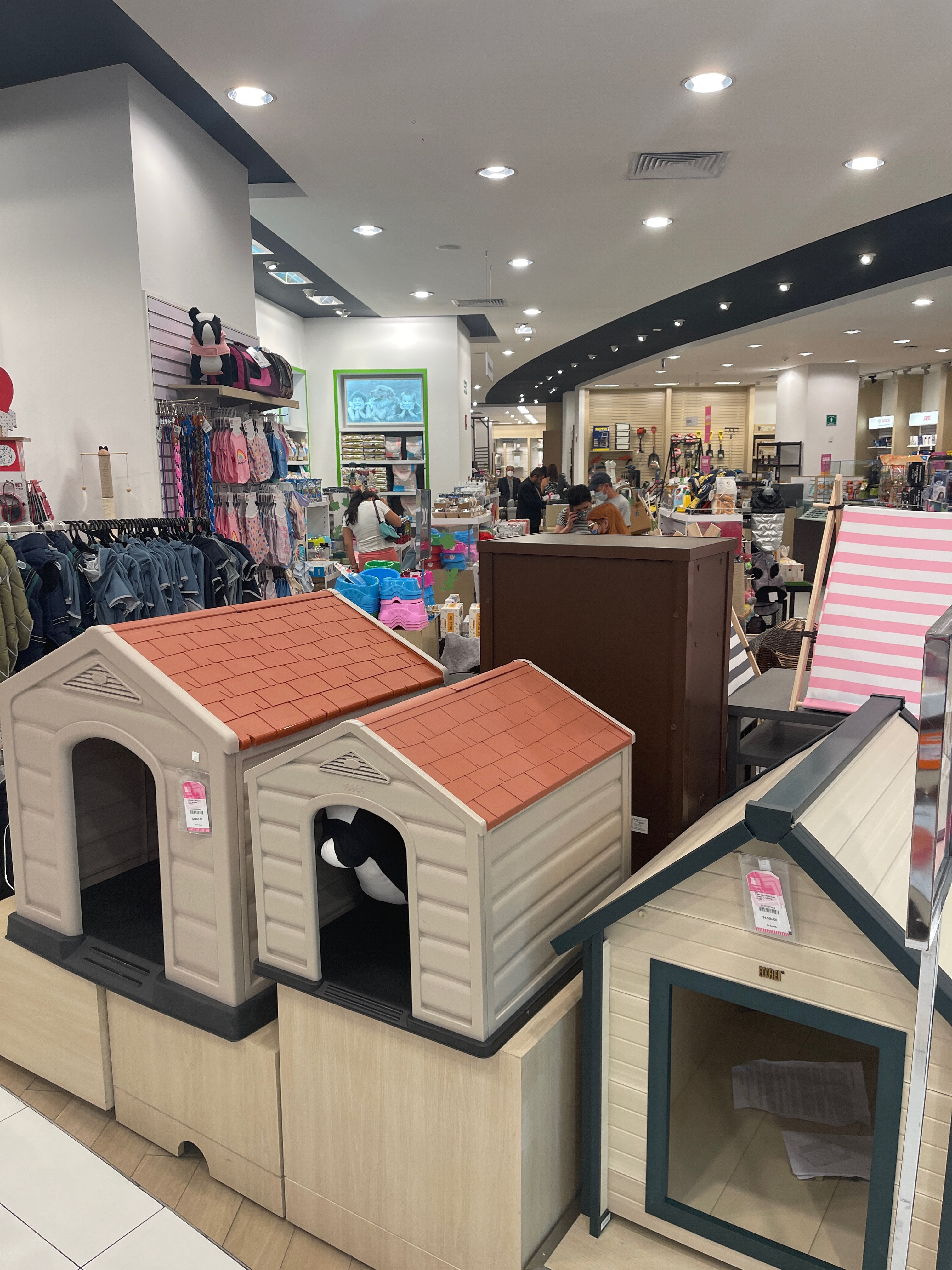

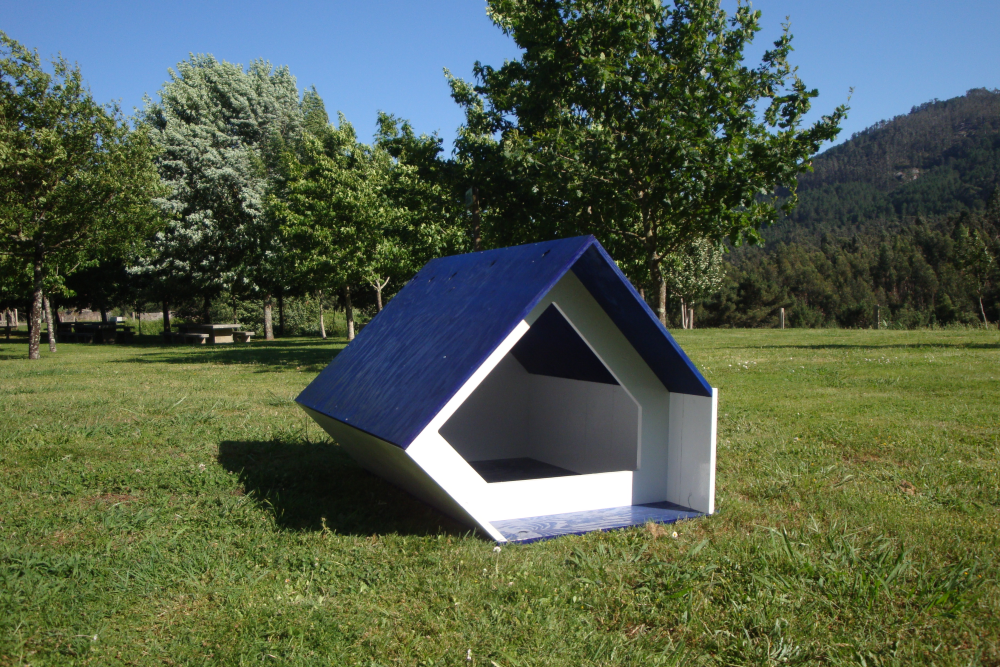
Caseta para perro.

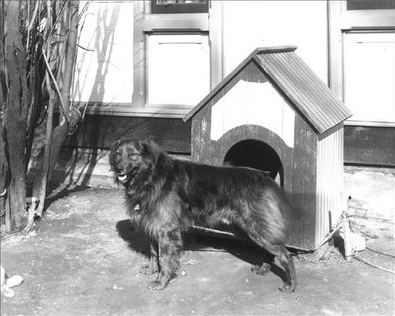
Un perro al lado de una cucha de madera.

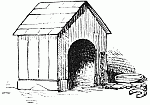
La Casa del Perro

Se denomina cucha,  caseta de perro o iglú para perro a un pequeño habitáculo que se instala en espacios abiertos y sirve de refugio al perro doméstico.
Tiene generalmente forma de casa con Techo a dos aguas con una Lona impermeable y se recomienda que su tamaño sea proporcional al del animal que lo ocupa, por la excesiva pérdida de calor en caso de ser muy grande, o bien por falta de espacio en caso de ser muy pequeña.
Puede ser de varios materiales como madera terciada, metal, madera o plástico, y protege a los animales de los medios externos como la lluvia, el calor, el frío, la nieve y el granizo.
Las casetas para perro interiores simulan la misma forma que las exteriores con la gran diferencia que están confeccionadas con tela de loneta, felpa u otros tejidos cálidos y su base es la misma que una cama de perro. También puedes instalar una cama para perro que encaje adecuadamente en la caseta.
Existen alternativas más modernas para interiores para dar un efecto cueva.
Debe ser del tamaño adecuado a nuestro animal, para ello debe medirse al perro desde la punta de la nariz hasta la base de la cola, de tal forma que la caseta mida una cuarta parte más. Por ejemplo, si el perro mide 40 cm de la nariz a la base de la cola, la caseta debería medir 50 cm (40 + 10, que es la cuarta parte).